# AppleTalk
AppleTalk è stato un protocollo utilizzato nelle reti di computer Macintosh.
Il suo principale scopo era quello di condividere stampanti e/o file, e quindi metterli a disposizione degli utenti che facevano parte della rete.
Il protocollo AppleTalk non è più usato: Mac OS usa come protocollo standard TCP/IP, appoggiandosi su questo per altre applicazioni come SMB e AFP.
Il protocollo AppleTalk può funzionare con tre tipi di collegamenti fisici differenti:
- LocalTalk collegamento più comune
- EtherTalk funziona in modo molto simile alla LocalTalk.
- TokenTalk è il collegamento meno usato, dato che nessun Mac è dotato dalla nascita dei componenti necessari per usufruire di questo tipo di connessione. Si usa solo in casi speciali, ad esempio per collegare i Mac a grandi calcolatori.